# Chụp cắt lớp vi tính Xenetix
Chụp cắt lớp vi tính Xenetix (viết tắt: CT với Xenetix) là tên một nhóm các phương pháp chụp cắt lớp vi tính với Xenetix .

## Sơ lược về Xenetix
Xenetix có dược chất là Iobitridol, một loại thuốc cản quang có áp lực thẩm thấu thấp, không ion hóa được nghiên cứu và phát triển bởi Guerbet, được dùng để tiêm tĩnh mạch giúp quá trình chẩn đoán bệnh lý dễ dàng và chính xác hơn. Thuốc còn có thể ứng dụng để tiêm vào khớp và chụp tử cung vòi trứng ngược dòng

## Các phương pháp CT Xenetix[3][4]

### CT mạch máu với Xenetix
Trong trường hợp có nghi ngờ tắc nghẽn mạch máu hoặc dị dạng mạch máu thì sẽ tiến hành tiêm Xenetix vào cơ thể bệnh nhân. Nhờ vào độ tương phản của Xenetix nên các tình trạng nghẽn hay hẹp cũng như các dị dạng mạch máu được xác định rất dễ dàng. Loại thuốc này giúp chụp tốt cho tim, mạch vành, mạch máu não, v.v...

### CT tưới máu với Xenetix
Phương pháp này giúp khảo sát tình trạng tưới máu của một tổn thương, sau khi tiêm Xenetix vào cơ thể người bệnh thì sẽ lập được biểu đồ tưới máu của vùng khảo sát. Nếu tổn thương đó được tưới máu tốt so với mô lành xung quanh thì gợi ý là một u ác tính, trong khi nếu tưới máu kém hơn mô lành xung quanh thì có thể là u lành tính hoặc nhồi máu. Nhờ vào phương pháp này, thầy thuốc sẽ dễ dàng đưa ra nhận định về loại tổn thương.

Hình ảnh CT
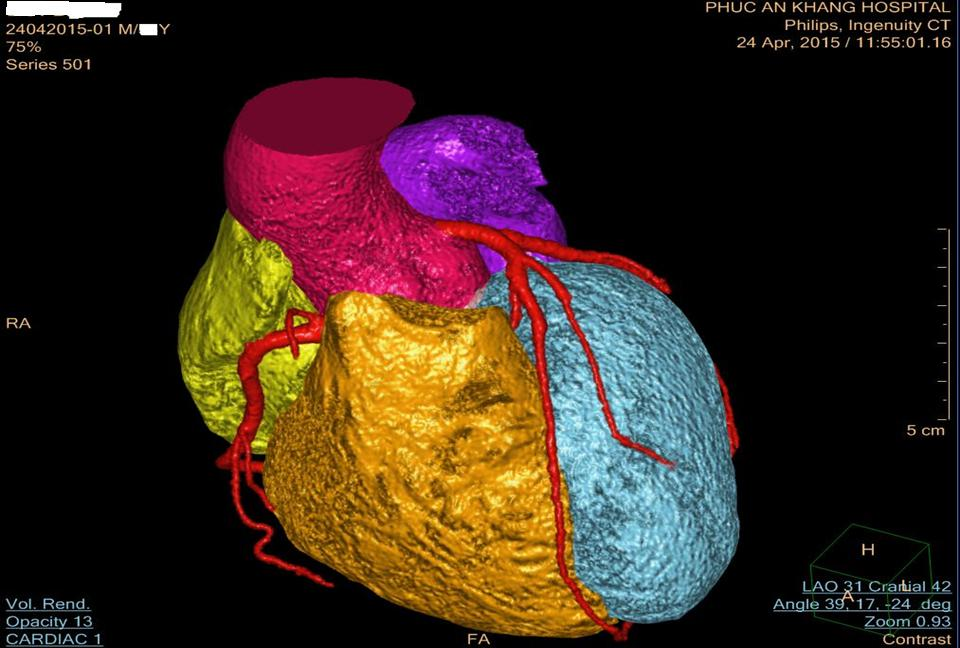
CT tim mạch vành.
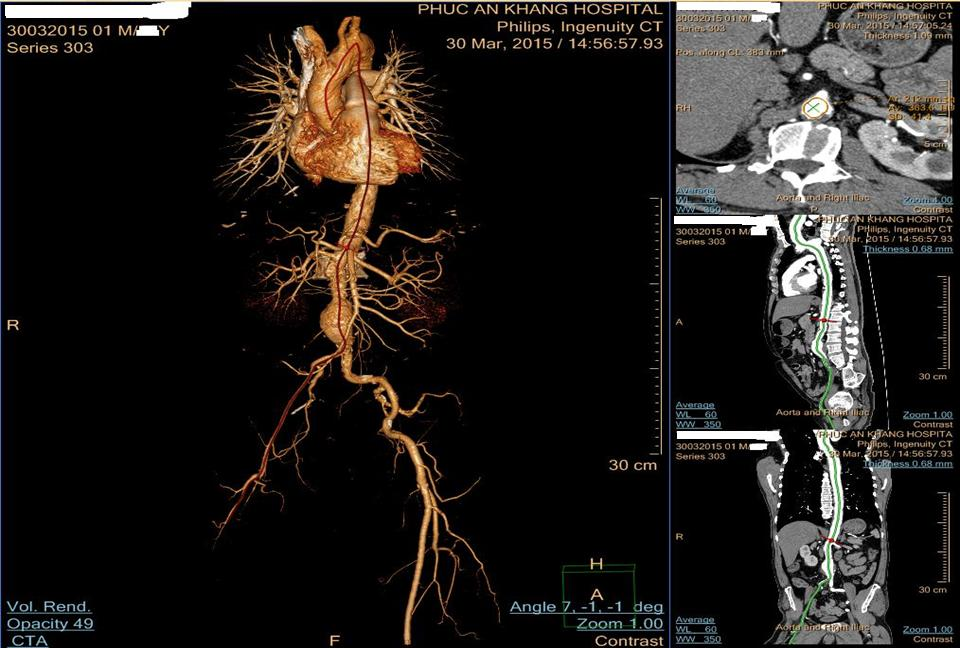
CT mạch máu.
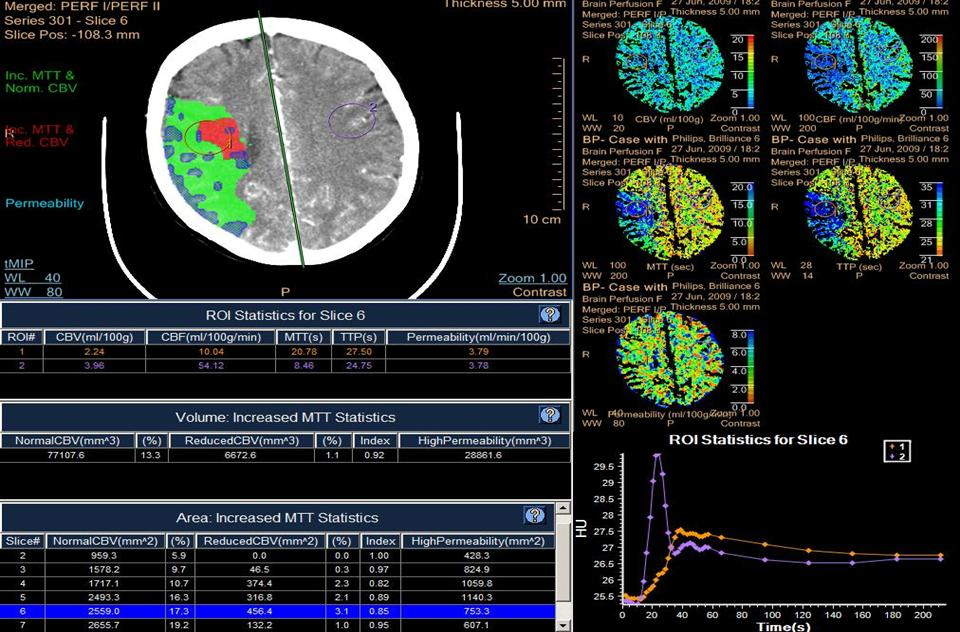
CT tưới máu não có ổ nhồi máu não bên (P).
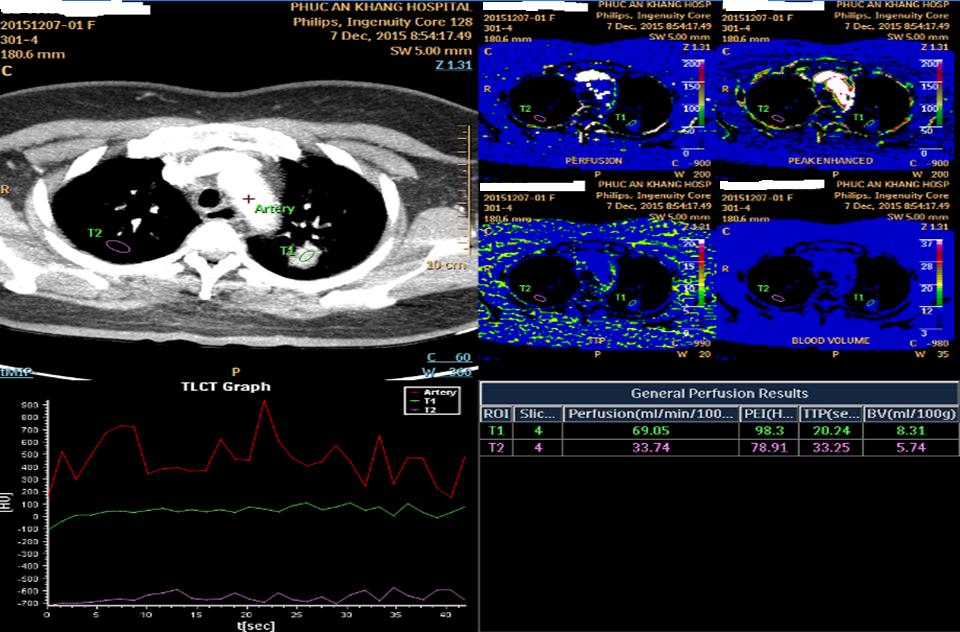
CT tưới máu phổi có u ác tính bên (T)
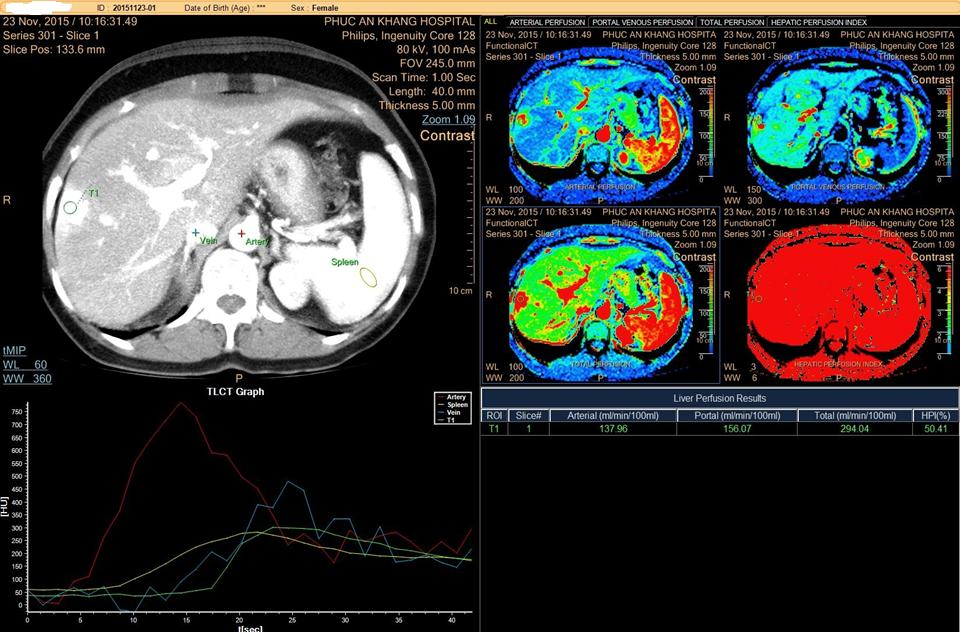
CT tưới máu gan có u lành bên (P).